# Communauté de communes des Vallons du Lyonnais
Die Communauté de communes des Vallons du Lyonnais, abgekürzt CCVL ist ein französischer Gemeindeverband mit Rechtsform einer Communauté de communes im Département Rhône, dessen Verwaltungssitz sich in dem Ort Vaugneray befindet. Sein Gebiet erstreckt sich westlich von Lyon in der Berglandschaft des Lyonnais. Der Gemeindeverband besteht aus acht Gemeinden auf einer Fläche von 106,56 km², sein Präsident ist Daniel Malosse.

## Aufgaben
Zu den vorgeschriebenen Kompetenzen gehören die Entwicklung und Förderung wirtschaftlicher Aktivitäten und des Tourismus sowie die Raumplanung auf Basis eines Schéma de Cohérence Territoriale. Der Gemeindeverband bestimmt die Wohnungsbaupolitik und betreibt die Müllabfuhr und ‑entsorgung sowie die Straßenmeisterei. Zusätzlich baut und unterhält der Verband Sporteinrichtungen und fördert Veranstaltungen in diesem Bereich. Er ist außerdem zuständig für den Ausbau der Telekommunikations- und Datenübertragungsnetze auf seinem Gebiet.

## Mitgliedsgemeinden
Folgende acht Gemeinden gehören der Communauté de communes des Vallons du Lyonnais an:

Lage der Gemeinden im Verband

| Gemeinde                                       | Einwohner 1. Januar 2022 | Fläche km² | Dichte Einw./km² | Code INSEE | Postleitzahl |
| ---------------------------------------------- | ------------------------ | ---------- | ---------------- | ---------- | ------------ |
| Brindas                                        | 6.718                    | 11,27      | 596              | 69028      | 69126        |
| Grézieu-la-Varenne                             | 6.284                    | 7,45       | 843              | 69094      | 69290        |
| Messimy                                        | 3.565                    | 11,10      | 321              | 69131      | 69510        |
| Pollionnay                                     | 2.966                    | 15,80      | 188              | 69154      | 69290        |
| Sainte-Consorce                                | 2.109                    | 5,81       | 363              | 69190      | 69280        |
| Thurins                                        | 3.268                    | 19,36      | 169              | 69249      | 69510        |
| Vaugneray                                      | 6.198                    | 25,02      | 248              | 69255      | 69670        |
| Yzeron                                         | 980                      | 10,75      | 91               | 69269      | 69510        |
| Communauté de communes des Vallons du Lyonnais | 32.088                   | 106,56     | 301              | –          | –            |

## Geschichte
Die seit 1970 bestehende SIVOM „Monts du Lyonnais“ wurde per Erlass der Präfektur vom 23. Dezember 1996 durch den Gemeindeverband Vallons du Lyonnais ersetzt.

## Rat des Gemeindeverbandes
Der Gemeindeverband wird von einem Rat mit 30 Mitgliedern geleitet. Seit dem 10. April 2008 ist Daniel Malosse der Präsident; er ist gleichzeitig Beigeordneter für die Finanzen von Vaugneray.